# Lone Pine (Californie)
Lone Pine est un census-designated place dans le comté d'Inyo en Californie. Situé à 26 kilomètres au sud-est d'Independence et à une altitude de 1 136 m, le village comptait 2 035 habitants au recensement de 2010 contre 1 655 en 2000. Le village est situé dans la vallée de l'Owens, près des Alabama Hills. L'hôpital local, l'hôpital Southern Inyo, offre des services de secours d'urgence.

## Histoire
Le 26 mars 1872, un séisme a dévasté Lone Pine et tué 27 de ses 250 à 300 habitants.
C'est un des lieux de tournage les plus fréquentés du cinéma américain : depuis 1920, 272 films y ont été tournés représentant des décors non seulement de l'Ouest américain mais de l'Afghanistan, du Pakistan, de l'Inde, du Moyen-Orient, du Mexique et de l'Amérique du Sud, avec des vedettes comme Humphrey Bogart dans La Grande Évasion, John Wayne dans Taïkoun, Lucille Ball et Desi Arnaz  dans La Roulotte du plaisir, Roy Rogers, Gene Autry, Mel Gibson, Debbie Reynolds, Jodie Foster, etc. Un troupeau d'éléphants y a été déployé dans Gunga Din en 1938. Les cow-boys de la région étaient souvent embauchés comme figurants ou cascadeurs.
Un faux  relais de diligences est bâti près de Lone Pine pour les besoins du film L'Attaque de la malle-poste (Rawhide) de Henry Hathaway, sorti en 1951 : il sera réutilisé comme décor de Sept Hommes à abattre (Seven Men from Now) de Budd Boetticher, sorti en 1956.
C'est aussi sur le territoire de cette commune que fut tourné le film d'horreur Tremors de Ron Underwood, sorti en 1990.

## Tourisme

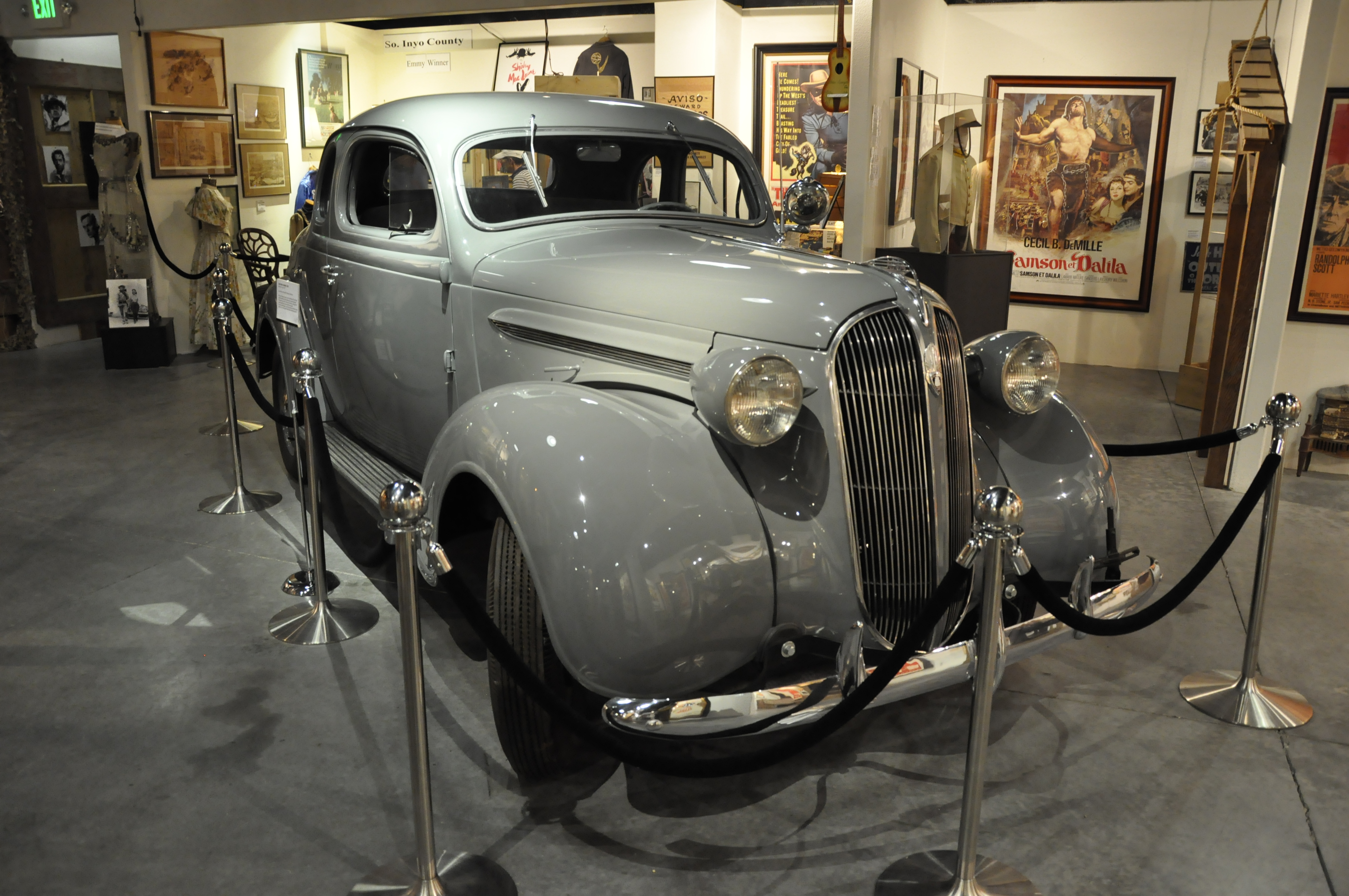
Automobile Plymouth 1937 de Humphrey Bogart au musée du cinéma.

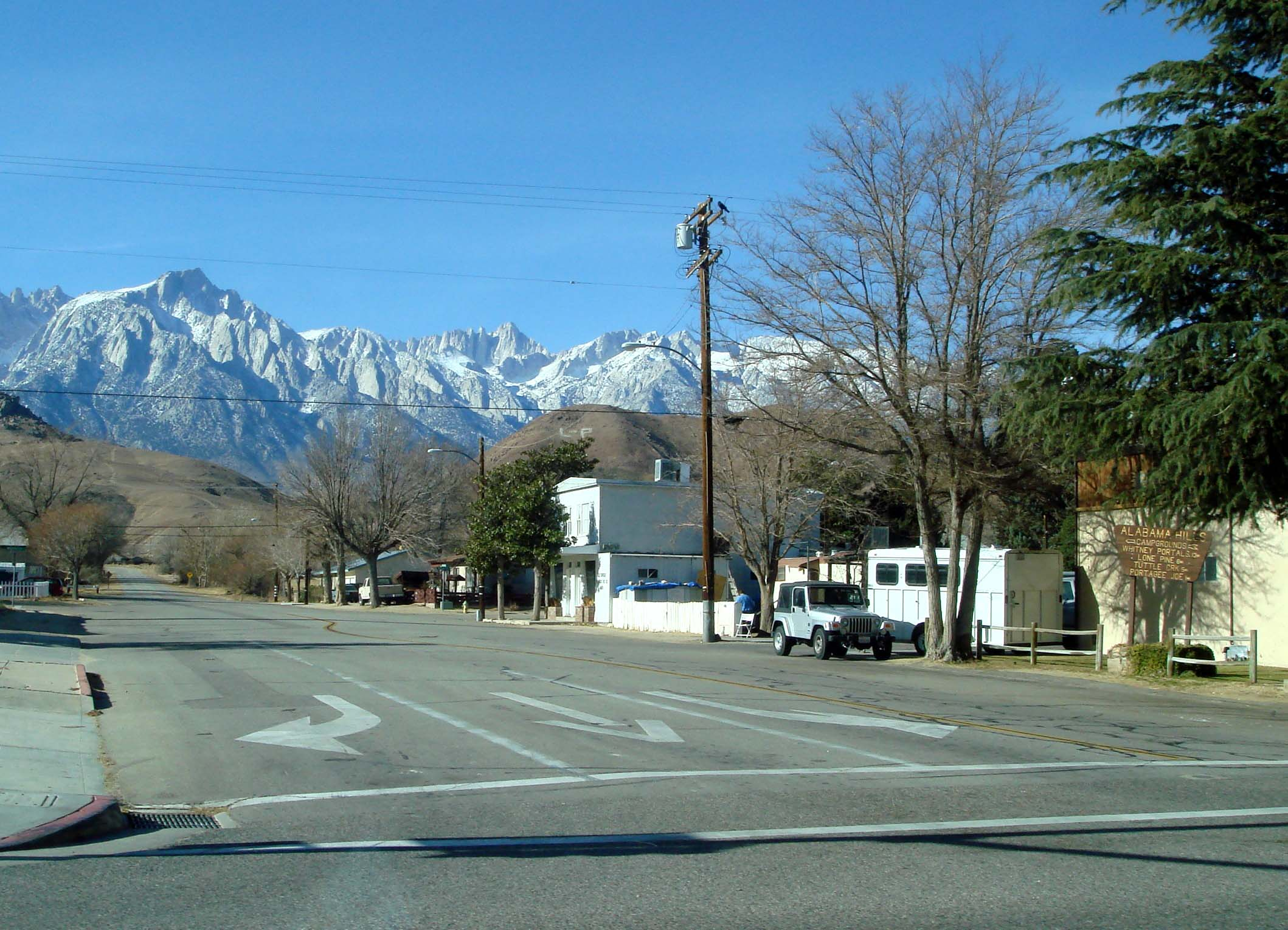
Vue du mont Whitney depuis Lone Pine.

Lone Pine abrite un musée d'histoire du western et un festival du cinéma.

## Démographie
| 2000  | 2010  | - | - | - | - |
| ----- | ----- | - | - | - | - |
| 1 655 | 2 035 | - | - | - | - |